# فرودگاه بتسفیورد
فرودگاه بتسفیورد (به انگلیسی: Båtsfjord Airport) (به زبان بومی: Båtsfjord lufthavn) یک فرودگاه همگانی با کد یاتا BJF است که یک باند فرود آسفالت دارد و طول باند آن ۱۰۰۰ متر است. این فرودگاه در کشور نروژ قرار دارد و در ارتفاع ۱۴۹ متری از سطح دریا واقع شده‌است.